# 今井直重
今井 直重（いまい なおしげ/なおえ、1899年6月10日 - 1994年1月14日）は、日本の法学者、政治学者、哲学者。奈良教育大学名誉教授。学位は法学博士（京都大学）、文学博士（京都大学）。

## 経歴
奈良県出身。九州帝国大学文学部哲学科卒。京都帝国大学大学院文学研究科博士課程修了。
1964年「主権の憲法学的研究」で、法学博士（京都大学）の学位を取得。1968年「プラトンの国家論の研究」で、京都大学文学博士（京都大学）の学位を取得。
奈良学芸大学教授、奈良教育大学教授。1962年定年退官、名誉教授、大阪経済法科大学教授。1984年退職。

## 著書
- 『憲法要説 比較考察的憲法學』三和書房 1953
- 『法学提要 法の主要問題の解明』三和書房 1955
- 『主権の憲法学的研究』法律文化社 1963
- 『法學概論』三和書房 1961
- 『民法概説』啓文社 1964
- 『憲法要義』法律文化社 1966
- 『プラトンの国家論の研究』法律文化社 1966
- 『プラトンの教育思想の研究』三和書房 1978
- 『哲学』三和書房 1978

### 共編著
- 『政治学要論 現在世界各国の政治機構の究明』田中正純共著 三和書房 1954
- 『外国憲法概説 ソ同盟・中共・アメリカ合衆国憲法』吉田一枝共著 三和書房 1956
- 『法学綱要』広岡隆共著 三和書房 1956
- 『各國政治要論』楠正純共著 三和書房 1957
- 『憲法要説』広岡隆共著 三和書房 1959
- 『憲法原論』楠正純共著 法律文化社 1966
- 『憲法原論』岡本栄太郎共著 法律文化社 1966

## 論文
- 今井直重「法の理念的性格について」『奈良学芸大学紀要』第1巻第1号、奈良学芸大学、1951年3月、39-49頁、ISSN 0369321X、NAID 120002737046。
- 今井直重「国民主権の意義」『奈良学芸大学紀要』第1巻第2号、奈良学芸大学、1952年3月、82-90頁、ISSN 0369321X、NAID 120002722665。
- 今井直重「ソ同盟憲法に於ける国家機構について--民族主義的考察」『大阪商業大学論集』第1号、大阪商業大学商経学会、1952年4月、90-110頁、ISSN 02870959、NAID 40000301550。
- 今井直重「主権の構造」『大谷学報』第32巻第2号、大谷学会、1952年11月、16-34頁、ISSN 02876027、NAID 120005854968。
- 今井直重「アメリカ合衆国各州憲法上より見たる州統治機関の構造」『奈良学芸大学紀要』第3巻第1号、奈良学芸大学、1953年12月、63-86頁、ISSN 0369321X、NAID 120002722638。
- 今井直重「天皇の象徴的性格」『大谷学報』第34巻第3号、大谷学会、1954年12月、59-77頁、ISSN 02876027、NAID 120005852433。
- 今井直重「主催概念の史的発展」『奈良学芸大学紀要』第4巻第1号、奈良学芸大学、1955年4月、ISSN 0369321X、NAID 120002709157。
- 今井直重「アメリカ合衆国における連邦権と州権との関係」『奈良学芸大学紀要』第5巻第3号、奈良学芸大学、1956年3月、ISSN 0369321X、NAID 120002695871。
- 今井直重「アメリカ合衆国憲法における人民権」『奈良学芸大学紀要』第5巻第1号、奈良学芸大学、1956年4月、ISSN 0369321X、NAID 120002695897。
- 今井直重「教育の理念としてのヒューマニティ」『法政論叢』第11巻、日本法政学会、1975年、A1-A7、doi:10.20816/jalps.11.0_A1、ISSN 0386-5266、NAID 110002803734。
- 今井直重「主権の構造」『法政論叢』第12巻、日本法政学会、1976年、20-30頁、doi:10.20816/jalps.12.0_20、ISSN 0386-5266、NAID 110002802980。
- 今井直重「憲法第七条における「国民のために」の意義」『法政論叢』第13巻、日本法政学会、1977年、1-12頁、doi:10.20816/jalps.13.0_1、ISSN 0386-5266、NAID 110002803736。
- 今井直重「憲法改正の限界」『法政論叢』第19巻、日本法政学会、1983年、1-9頁、doi:10.20816/jalps.19.0_1、ISSN 0386-5266、NAID 110002803051。
- 「今井直重著書論文一覧」『法政論叢』第30巻、日本法政学会、1994年、178-182頁、doi:10.20816/jalps.30.0_178、ISSN 0386-5266、NAID 130006193507。